# 赫伯特·鲍赫
赫伯特·鲍赫（德語：Herbert Bauch，1957年5月18日—），生于柏林，德国前男子拳击运动员。他曾代表东德参加1980年夏季奥林匹克运动会拳击比赛，获得男子81公斤级铜牌。